# (4605) Nikitin
(4605) Nikitin – planetoida z pasa głównego asteroid okrążająca Słońce w ciągu 3 lat i 120 dni w średniej odległości 2,23 j.a. Została odkryta 18 września 1987 roku przez. Przed nadaniem nazwy planetoida nosiła oznaczenie tymczasowe (4605) 1987 SV17.